# Aphelocoma
Az Aphelocoma a madarak osztályának verébalakúak (Passeriformes) rendjébe és a varjúfélék (Corvidae) családjába tartozó nem.

## Rendszerezésük
A nemet Jean Cabanis német ornitológus írta le 1851-ben, az alábbi fajok tartoznak ide:
- egyszínű szajkó (Aphelocoma unicolor)
- ultramarin szajkó (Aphelocoma ultramarina)
- Aphelocoma wollweberi
- floridai bozótszajkó (Aphelocoma coerulescens)
- Aphelocoma woodhouseii
- bozótszajkó (Aphelocoma californica)
- szigeti bozótszajkó (Aphelocoma insularis)